# Aguascalientes (municipi)

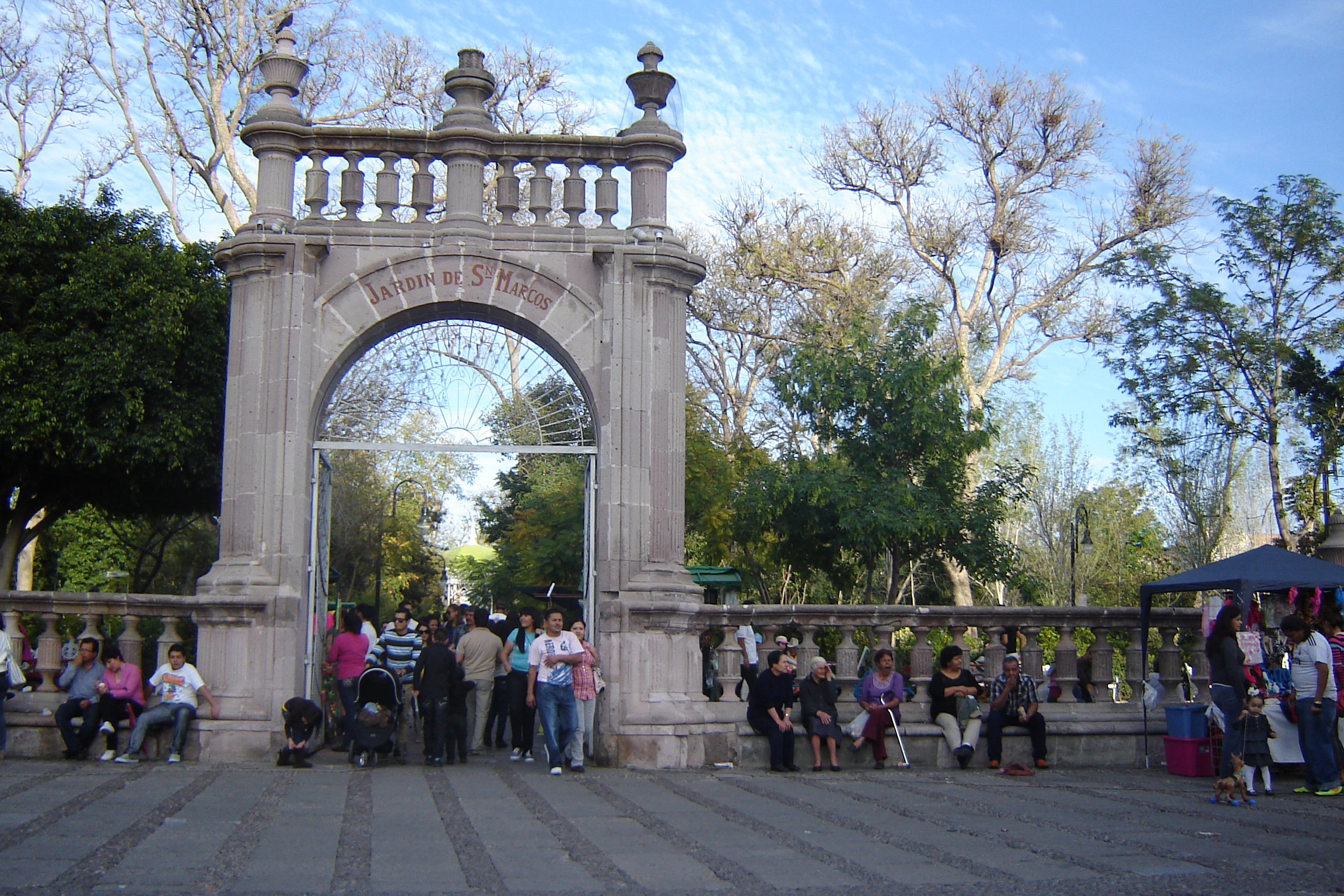
Jardí de San Marcos.

Aguascalientes és un municipi a la part sud de l'estat de Aguascalientes. El cap de municipi i principal centre de població d'aquesta municipalitat és Aguascalientes. Limita al nord amb els municipis de Asientos i Pabellón de Arteaga, al sud amb l'estat de Jalisco, a l'oest amb Calvillo i Jesús María.